# Xylotrechus schweisi
Xylotrechus schweisi är en skalbaggsart som beskrevs av Holzschuh 1995. Xylotrechus schweisi ingår i släktet Xylotrechus och familjen långhorningar. Inga underarter finns listade i Catalogue of Life.